# Leitner Leinen
Leitner Leinen ist ein österreichischer Hersteller von Leinenstoffen und Heimtextilien. Das Unternehmen befindet sich in Ulrichsberg im nördlichen Mühlviertel, einem historischen Zentrum der Leinenherstellung.
Der Betrieb ist eines der traditionsreichsten Familienunternehmen Österreichs und eine der ältesten Webereien Europas.

## Geschichte

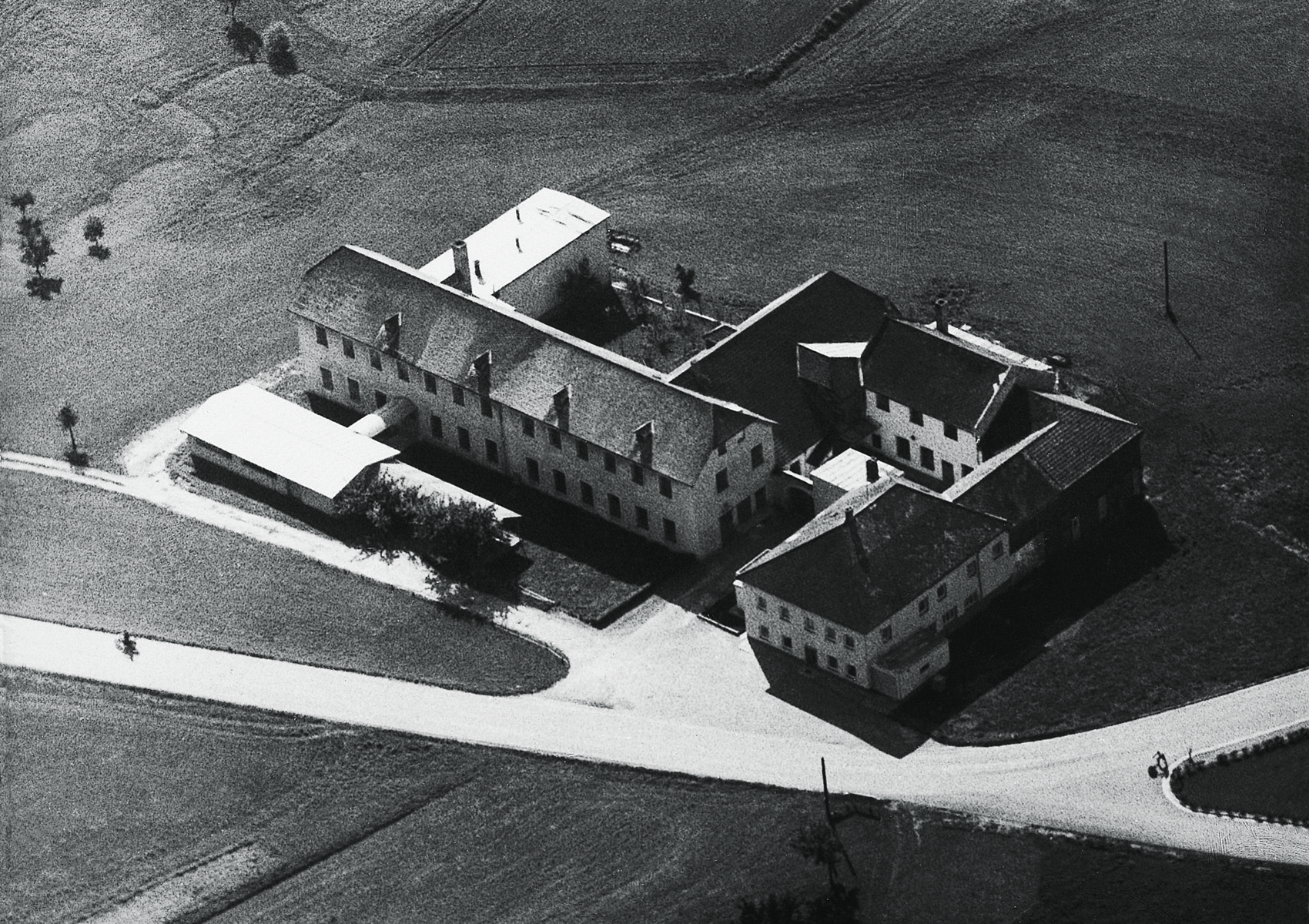
Firmensitz um 1960

Das Unternehmen wurde 1853 von dem Leinenhändler Franz Leitner gegründet. Leinenstoffe wurden im Mühlviertel zu dieser Zeit im Verlag, in beauftragter Heimarbeit, hergestellt. 1928 erfolgte mit dem Bau einer neuen Weberei, ausgestattet mit modernen Webstühlen, der Umstieg auf die industrielle Produktion von Leinenstoffen. 1954 übernahm Adolf Leitner in vierter Generation das Unternehmen, er richtete den Fokus verstärkt auf die Herstellung fertiger Tischwäsche und anderer Küchentextilien. 1960 erfolgte der Bau einer eigenen Schlichterei und 1974 der Bau einer neuen Webhalle. 1986 übernahm Friedrich Leitner das Unternehmen. Bedingt durch den Strukturwandel und damit einhergehenden Niedergang der Textilindustrie in Mitteleuropa fokussierte sich die Firma unter Friedrich Leitner verstärkt auf die Herstellung von Heimtextilien im Premiumsegment. 2009 wurde Leitner Leinen von der Wirtschaftskammer Österreich als erstes Unternehmen mit dem Preis „Textilunternehmen des Jahres“ ausgezeichnet. Seit 2022 wird das Unternehmen in sechster Generation von Jakob Leitner geführt. Leitner Leinen gehört zu den letzten verbliebenen Leinenwebereien Europas.

## Produkte
Sämtliche Produkte werden auch heute noch ausschließlich in Ulrichsberg hergestellt. Die Weberei ist mit überbreiten Jacquardwebmaschinen ausgestattet. Produziert werden in erster Linie Reinleinen-, Halbleinen und Baumwollstoffe. In der eigenen Näherei werden die Stoffe zu Heimtextilien weiterverarbeitet. Größere Bekanntheit erlangte das Unternehmen durch besonders detailreiche Jacquardmuster aus Reinleinen, deren Herstellung ein technologisches Alleinstellungsmerkmal darstellt.